# رالف بارتون
رالف بارتون (بالإنجليزية: Ralph Barton)‏ هو رسام كارتون وفنان ومخرج أمريكي، ولد في 14 أغسطس 1891 في كانساس سيتي في الولايات المتحدة، وتوفي في 19 مايو 1931 في مانهاتن في الولايات المتحدة.

## وصلات خارجية
- رالف بارتون على موقع IMDb (الإنجليزية)
- رالف بارتون على موقع قاعدة بيانات الأفلام السويدية (السويدية)
- رالف بارتون على موقع قاعدة بيانات الفيلم (الإنجليزية)
- رالف بارتون على موقع كينوبويسك (الروسية)